# Official Bootleg.01.Lyon.France.11.02.99
Official Bootleg.01.Lyon.France.11.02.99 to pierwszy w historii zespołu Neurosis album live, nagrany podczas koncertu w Pezner 87 CRS Tolstoi 69100 Villeurbanne, mieście Lyon we Francji. Wydany w 2002 roku przez własną wytwórnię zespołu, Neurot Recordings.

## Spis utworów
1. The Doorway
2. Lost
3. An Offering
4. Away
5. Locust Star
6. Times of Grace